# National Repertory Orchestra
La National Repertory Orchestra (NRO) è un'orchestra sinfonica estiva e un'accademia americana che offre borse di studio complete per formare giovani musicisti per le carriere professionali nella musica tramite spettacoli, corsi di perfezionamento e laboratori. Con sede a Breckenridge, Colorado a partire dal 1993, i suoi membri, che vanno da 18 ai 29 anni, sono selezionati tra i provini che si tengono ogni anno in tutti gli Stati Uniti. La NRO presenta una serie di otto settimane tra cui ci sono due programmi orchestrali settimanali diretti dal suo direttore musicale Carl Topilow (direttore d'orchestra e direttore del programma d'orchestra presso il Cleveland Institute of Music) e dai direttori ospiti. L'orchestra fu fondata nel 1960 dal violoncellista e direttore d'orchestra Walter Charles. L'orchestra era precedentemente nota come la Blue Jeans Symphony con sede a Estes Park, Colorado, e poi come Colorado Philharmonic Orchestra con sede ad Evergreen, Colorado.

## Storia

### Blue Jeans Symphony, 1960-1966
La National Repertory Orchestra fu fondata come la Blue Jeans Symphony nel 1960 dal violoncellista e direttore d'orchestra Walter Charles. La sede era originariamente nella località estiva di Estes Park, Colorado. Charles aveva concepito l'idea di un ritiro estivo intensivo per aspiranti musicisti d'orchestra nel 1950, quando era direttore della Wichita Falls Symphony Orchestra e aveva scelto Estes Park dopo in vacanza con la moglie. Il programma fu lanciato con 55 musicisti e una concessione $ 2000 della camera di commercio della città. Nei suoi primi giorni, i giovani musicisti lavoravano tutto il giorno nei posti di lavoro presso il resort e provavano dalle 22:00 fino a mezzanotte. Questo era un requisito per tutti i musicisti, a prescindere dalla loro capacità di pagare per il loro vitto e alloggio e un punto che Charles descrisse al momento come "parte della formazione filosofica del programma Blue Jeans". L'orchestra eseguiva i suoi concerti in blue jeans, e Charles dirigeva in cravatta bianca e code jeans, appositamente create per lui da Levi-Strauss.

### Colorado Philharmonic Orchestra, 1966-1986
Il programma ebbe sempre più successo nell'attrarre studenti e sembrava che attirasse un pubblico più ampio. Nel 1966, cambiò il suo nome in Colorado Philharmonic Orchestra e si trasferì ad Evergreen, Colorado. Alla fine della stagione 1977, un disaccordo tra Charles e il consiglio di amministrazione dell'orchestra portò al suo licenziamento. Il consiglio era in disaccordo col rilievo che egli dava alla musica classica e volle ampliare il repertorio per includere la musica leggera. Dopo una ristrutturazione nel 1978, il direttore d'orchestra e clarinettista Carl Topilow fu nominato direttore musicale e direttore d'orchestra. L'orchestra assunse il suo primo business manager e pose l'accento sugli stipendi e le borse di studio che permettevano agli studenti di dedicarsi alla pratica dodici ore giorno, provare ed esibirsi in concerti. Oltre ai concerti di musica classica, cominciarono anche a dare concerti che dipendevano molto sulla programmazione di musica pop nei prati, per le strade della città, nei centri commerciali e nei parchi. Nel 1985 l'orchestra si esibì al Kennedy Center in un concerto per celebrare il XX anniversario del National Endowment for the Arts in un ricco programma di musica del XX secolo, che comprendeva Billy Taylor che suonava la propria Jazz Suite per Piano e Orchestra, il pezzo seriale di Joel Hoffman Between Ten, e Lincoln Portrait di Aaron Copland.

### National Repertory Orchestra, 1986-1993
Verso la metà degli anni 1980, le ambizioni dell'orchestra erano cresciute oltre il punto in cui potevano ancora essere sostenute dalla piccola città di Evergreen. Le esecuzioni sempre più lontane da Evergreen portarono The Denver Post a chiamarli "l'orchestra di guerriglia" perché non sapevano mai dove avrebbero suonato la volta successiva. Secondo Richard Zellner che prestò servizio come direttore esecutivo dell'orchestra dal 1982 fino al 2000, "noi eravamo come un festival alla ricerca di un posto dove essere svolto." Nel 1986 l'orchestra cambiò il suo nome in National Repertory Orchestra, elaborò un nuovo statuto e accettò l'offerta da parte del Villaggio turistico Keystone, a Keystone, Colorado di prendere residenza lì. L'orchestra diede un intrattenimento per il villaggio ed il villaggio fornì vitto e alloggio per i musicisti, una tenda per gli spettacoli e servizi di marketing, cose che permisero all'orchestra di dimezzare le spese. Nel 1988 la NRO era l'unica orchestra americana invitata ad esibirsi alle Olimpiadi di Seul e poi estese la sua tournée a Taiwan e in Giappone.

### National Repertory Orchestra, 1993-oggi
L'orchestra, diretta da Gilbert Levine, si esibì a Denver in occasione della visita di Papa Giovanni Paolo II per la Giornata Mondiale della Gioventù nel 1993. Nello stesso anno si era trasferita a Breckenridge, Colorado seguendo l'invito della città di diventare parte del suo Breckenridge Music Festival estivo. Da quel momento, il Riverwalk Center, una struttura di 770 posti sulle rive del Blue River, è stata la sede principale per le esecuzioni della NRO.

## Programma
La NRO è una organizzazione no-profit sostenuta da sponsorizzazioni private e aziendali, nonché sovvenzioni del National Endowment for the Arts. Ogni anno 90 membri dell'orchestra, che partecipano tutti con una borsa di studio, vengono scelti dai provini di circa 800 giovani musicisti di età compresa tra i 18 e i 29 anni, che devono aver completato almeno un anno di college, università, o conservatorio. Il programma dura otto settimane, durante le quali i membri imparano ed eseguono il repertorio orchestrale di un'intera stagione. L'orchestra dà due concerti orchestrali interi a settimana presso il Centro Riverwalk a Breckenridge e si esibisce in occasione di eventi e concerti in varie altre città del Colorado. I musicisti della NRO frequentano anche corsi di perfezionamento con musicisti in visita, partecipano a programmi dell'orchestra di educazione e sensibilizzazione della comunità e prendono lezioni di sviluppo per la carriera che comprendono provini simulati, trattative contrattuali, il finanziamento ai musicisti e la formazione in musicoterapia.